# Batracomorphus daedalus
Batracomorphus daedalus är en insektsart som beskrevs av Knight 1983. Batracomorphus daedalus ingår i släktet Batracomorphus och familjen dvärgstritar. Inga underarter finns listade i Catalogue of Life.